# Вышинский, Андрей Януарьевич
Андре́й Януа́рьевич Выши́нский (пол. Andrzej Wyszyński; 28 ноября [10 декабря] 1883, Одесса, Российская империя — 22 ноября 1954, Нью-Йорк, США) — советский государственный деятель, юрист, дипломат. Прокурор СССР (1935—1939), министр иностранных дел СССР (1949—1953), постоянный представитель СССР при ООН (1953—1954). Также занимал ряд других должностей.
Член ЦК ВКП(б) (с 1939 года), кандидат в члены Президиума ЦК КПСС (1952—1953). Член ЦИК СССР 7 созыва, депутат Верховного Совета СССР 1, 2 и 4 созывов.
Доктор государственных и общественных (юридических) наук (1935), профессор, а в 1925—1928 годах ректор Московского государственного университета. Академик АН СССР (1939). Организатор массовых репрессий, которые оправдывал в своих теоретических трудах.

## Биография

### Происхождение
Андрей Вышинский родился в Одессе. Отец, выходец из старинного польского шляхетского рода Януарий Феликсович Вышинский, был провизором; мать — учительницей музыки. Вскоре после рождения сына семья переехала в Баку, где Андрей окончил первую мужскую классическую гимназию (1900).
В 1901 году поступил на юридический факультет Киевского университета. В марте 1902 года отчислен из университета за участие в студенческих беспорядках без права повторного поступления, попал под полицейский надзор. Возвратился в Баку, где в 1903 году вступил в меньшевистскую организацию РСДРП.
В 1906—1907 годах Вышинского дважды арестовывали, однако вскоре освобождали за недостаточностью доказательств. В начале 1908 года был осуждён Тифлисской судебной палатой за «произнесение публично антиправительственной речи».
Отбыл год лишения свободы в Баиловской тюрьме, где близко познакомился с революционером-большевиком И. В. Сталиным; существуют утверждения, что некоторое время они сидели в одной камере.
Восстановился и окончил Киевский университет в 1913 году, был оставлен на кафедре для подготовки к профессорскому званию, но отстранён администрацией как политически неблагонадёжный. Преподавал в Баку в частной гимназии русскую литературу, географию и латынь, занимался юридической практикой. В 1915—1917 годах — помощник у присяжного поверенного округа Московской судебной палаты П. Н. Малянтовича.

### После 1917 года
После февральской революции 1917 года Вышинский был назначен комиссаром милиции Якиманского района, тогда же подписал «распоряжение о неукоснительном выполнении на вверенной ему территории приказа Временного правительства о розыске, аресте и предании суду, как немецкого шпиона, Ленина» (см. Пломбированный вагон).
После Октябрьской революции по протекции Артемия Халатова устроился инспектором в наркомат продовольствия, дослужившись до главы отдела распределения продовольствия.
В 1920 году Вышинский вышел из меньшевистской партии и вступил в РКП(б).
В 1920—1921 годах — преподаватель Московского университета и декан экономического факультета Института народного хозяйства имени Плеханова.

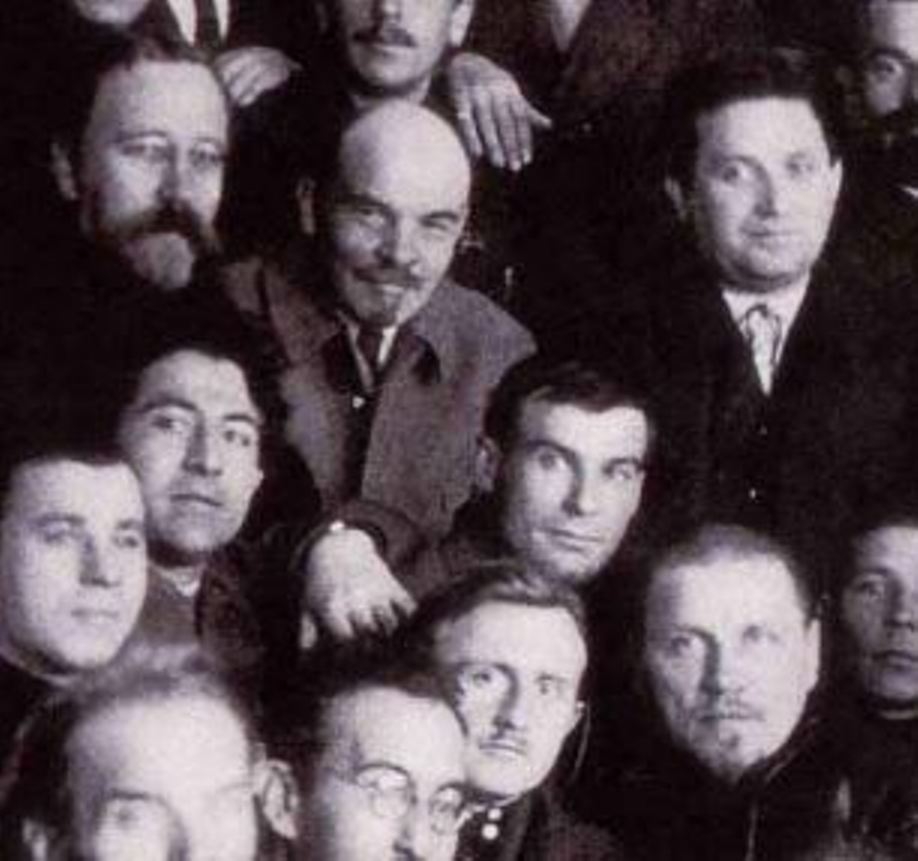
А. Я. Вышинский (внизу в центре) на сессии ВЦИК, 31 октября 1922 года. Вверху (слева направо): Л. Б. Каменев, В. И. Ленин, Г. Е. Зиновьев

В 1923—1925 гг. — прокурор уголовно-следственной коллегии Верховного суда СССР. Выступал в качестве государственного обвинителя на многих процессах: дело «Гукон» (1923); дело ленинградских судебных работников (1924); дело Консервтреста (1924).
В 1923—1925 годах — прокурор уголовно-судебной коллегии Верховного суда РСФСР и одновременно профессор I МГУ по кафедре уголовного процесса.
В 1925—1928 годах — ректор Московского государственного университета (тогда — 1-й Московский государственный университет). «Лекции по общим юридическим дисциплинам на младших курсах читал Андрей Януарьевич Вышинский, который был ректором университета. Естественно, тогда и подумать никто не мог, что этот умнейший преподаватель и блестящий лектор превратится в грозного прокурора Союза ССР», — вспоминал бывший тогда студентом МГУ М. С. Смиртюков.
Выступал как государственный обвинитель на политических процессах. Был председателем специального присутствия Верховного суда по Шахтинскому делу (1928), по делу Промпартии (1930). 6 июля 1928 года 49 специалистов Донбасса были приговорены к различным мерам наказания Верховным судом СССР под председательством Вышинского.
В 1928—1930 годах возглавлял Главное управление профессионального образования (Главпрофобр). В 1928—1931 годах — член коллегии Наркомата просвещения РСФСР. Заведовал учебно-методическим сектором Наркомпроса и замещал председателя Государственного учёного совета.
С 11 мая 1931 года — прокурор РСФСР, с 21 мая того же года также заместитель наркома юстиции РСФСР. С июня 1933 года — заместитель прокурора, а с марта 1935 по май 1939 года — прокурор СССР.
По воспоминаниям Орлова-Фельдбина, старые партийцы бойкотировали его из-за меньшевистского прошлого. Вышинский даже оказался в списках на исключение из партии по итогам одной из чисток и смог восстановиться только при помощи Аарона Сольца.

### 1936—1938 годы

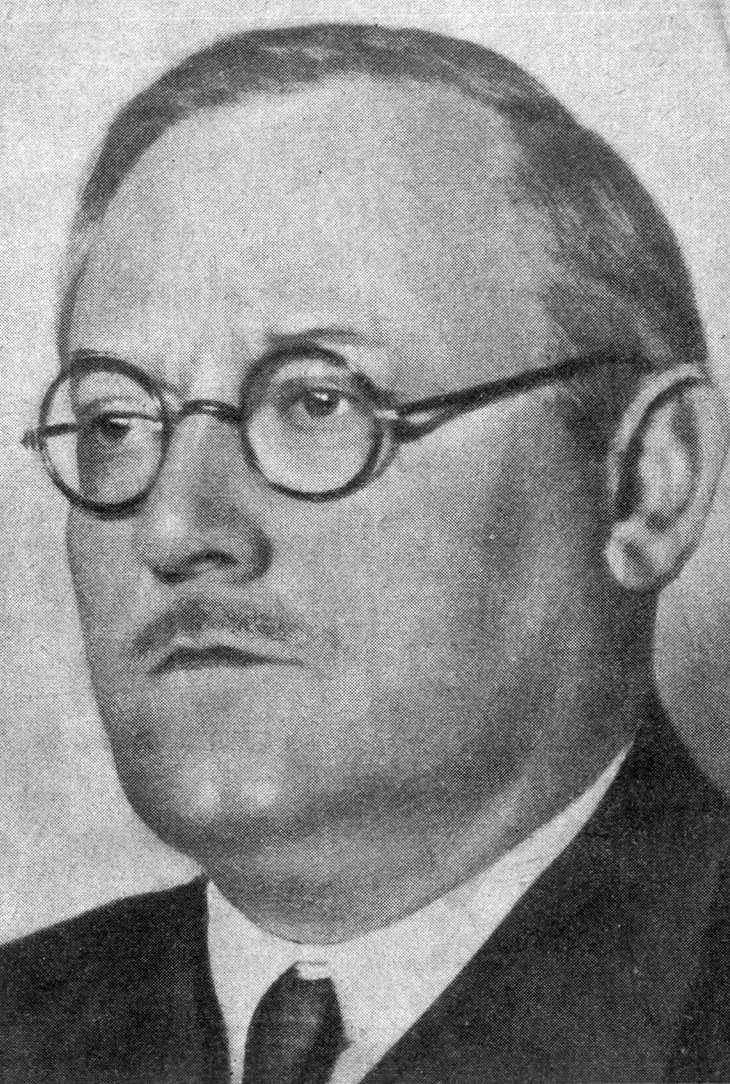
Андрей Вышинский, 1938 год

Выступал как государственный обвинитель на всех трёх Московских процессах 1936—1938 годов.

Вся наша страна, от малого до старого, ждёт и требует одного: изменников и шпионов, продавших врагу нашу Родину, расстрелять как поганых псов!…Пройдёт время. Могилы ненавистных изменников зарастут бурьяном и чертополохом, покрытые вечным презрением честных советских людей, всего советского народа. А над нами, над нашей счастливой страной, по-прежнему ясно и радостно будет сверкать своими светлыми лучами наше солнце. Мы, наш народ, будем по-прежнему шагать по очищенной от последней нечисти и мерзости прошлого дороге, во главе с нашим любимым вождём и учителем — великим Сталиным — вперёд и вперёд к коммунизму!

Во время «Большого террора» 1937—1938 годов Вышинский и нарком внутренних дел Н. Ежов входили в состав Комиссии НКВД СССР и прокурора Союза ССР, которая рассматривала во внесудебном порядке дела о шпионаже в рамках национальных операций НКВД. На практике в центральный аппарат НКВД СССР поступали так называемые альбомы (справки по делам), рассмотрение которых было перепоручено нескольким начальникам отделов (не видевших самих следственных дел). За вечер каждый из них выносил решения по 200—300 делам. Список приговорённых к расстрелу и заключению в ИТЛ затем перепечатывался набело и подавался на подпись Ежову, после чего с курьером отправлялся на подпись Вышинскому. Так, 29 декабря 1937 года Ежов и Вышинский, рассмотрев списки на 1000 лиц латышской национальности, приговорили к расстрелу 992 человека.
Переводчик В. М. Бережков в своей книге писал:

Вышинский был известен своей грубостью с подчинёнными, способностью наводить страх на окружающих. Но перед высшим начальством держался подобострастно, угодливо. Даже в приёмную наркома он входил как воплощение скромности. Видимо, из-за своего меньшевистского прошлого Вышинский особенно боялся Берии и Деканозова, последний даже при людях называл его не иначе как «этот меньшевик»… Тем больший страх испытывал Вышинский в присутствии Сталина и Молотова. Когда те его вызывали, он входил к ним пригнувшись, как-то бочком, с заискивающей ухмылкой, топорщившей его рыжеватые усики.

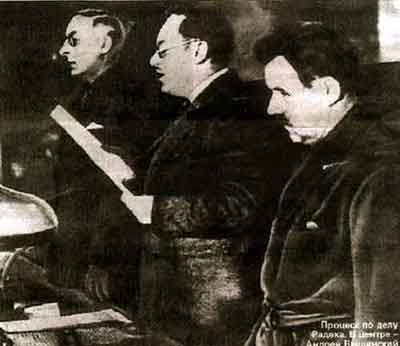
А. Я. Вышинский (в центре) во время суда над Радеком, Пятаковым и другими

По «делу Тухачевского» 1937 года вместе с наркомом внутренних дел Ежовым Вышинский был автором обвинительного заключения против М. Н. Тухачевского. После внесения правок и изменений обвинительное заключение Вышинского — Ежова было утверждено Сталиным. В ночь на 12 июня 1937 года Тухачевский был расстрелян. В 1956 году Главная военная прокуратура и Комитет государственной безопасности проверили уголовное дело Тухачевского и других вместе с ним осуждённых лиц и установили, что обвинение против них было сфальсифицировано.
В 1937—1941 годах — директор Института права АН СССР, ответственный редактор журнала «Советское государство и право».
В 1935—1939 годах входил в состав секретной комиссии Политбюро ЦК ВКП(б) по судебным делам. Комиссия утверждала все приговоры о смертной казни в СССР.

### Юридическая деятельность с 1939 года
31 мая 1939 года на сессии Верховного Совета СССР Вышинский утверждён заместителем председателя СНК СССР. На этом посту курировал культуру, науку, образование и репрессивные органы. Ни один приказ наркома внутренних дел СССР, наркома юстиции СССР, прокурора СССР, ни одно постановление Пленума Верховного Суда СССР не могло быть утверждено без его распоряжения. Разрешал конфликты внутри репрессивных ведомств. Выступал в качестве одного из основных организаторов крупных уголовно-правовых кампаний в 1940—1944 годах. Ему подчинялись структурные подразделения СНК СССР: сектор административно-судебных учреждений и НКВД (1939—1940), правовой отдел. На посту заместителя председателя СНК СССР вёл сложную интригу по устранению со своих постов В. В. Ульриха и Л. П. Берии. После неудачного начала кампании по трудовым преступлениям (Указ ПВС СССР от 26.VI.1940) полномочия Вышинского как куратора репрессивных органов постепенно сокращались. В августе 1944 года покинул пост заместителя председателя СНК СССР.
С 22 июня 1941 по 19 января 1949 года — председатель новообразованной Юридической комиссии при СНК СССР (сменил его К. П. Горшенин). Частично восстановил своё влияние в годы Великой Отечественной войны.
Во время Нюрнбергского трибунала фактически руководил советской делегацией. Ежедневно отчитывался о ходе процесса перед Политбюро. Возглавил 10 ноября 1945 года Постоянную комиссию по проведению открытых судебных процессов по наиболее важным делам бывших военнослужащих германской армии и немецких карательных органов, изобличённых в зверствах против советских граждан на временно оккупированной территории Советского Союза. В 1947 году покинул пост председателя комиссии по проведению открытых процессов.
15 февраля 1950 года освобождён от должности главного редактора журнала «Советское государство и право».

### Дипломатическая деятельность с 1940 года
В июне — августе 1940 года - уполномоченный ЦК ВКП(б) по Латвии.
С 6 сентября 1940 по март 1946 года первый заместитель наркома иностранных дел СССР. Во время эвакуации НКИД в Куйбышев возглавлял его работу.
12 июля 1941 года Вышинский присутствовал при первом акте, приведшем к созданию антигитлеровской коалиции, — подписании соглашения СССР с Великобританией о совместных действиях в войне против Германии.
Чрезвычайный и полномочный посол Советского Союза (14 июня 1943).
Принимал участие в конференции министров иностранных дел СССР, США и Великобритании, проходившей в октябре 1943 года в Москве. По предложению советского правительства конференция рассмотрела вопросы сокращения сроков войны против гитлеровской Германии и её союзников в Европе, открытия второго фронта, обращения с Германией и другими вражескими странами в Европе, создания международной организации для обеспечения всеобщей безопасности и др. В частности, было решено создать Европейскую консультативную комиссию и Консультативный совет по вопросам Италии.

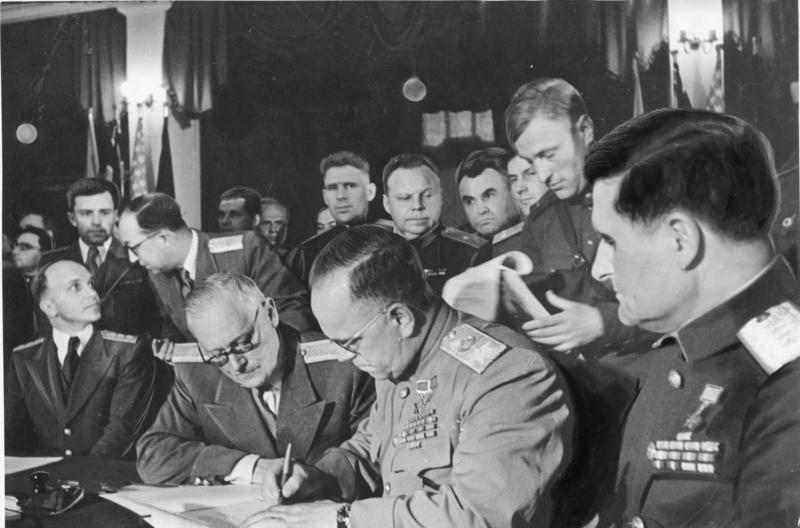
В. Д. Соколовский (справа) и А. Я. Вышинский (слева) присутствуют при подписании Г. К. Жуковым акта о капитуляции Германии

В 1944—1945 годах принимал активное участие в переговорах с Румынией, а затем с Болгарией. В феврале 1945 года в качестве члена советской делегации на Ялтинской конференции руководителей трёх союзных держав — СССР, США и Великобритании, участвовал в работе одной из её комиссий. В апреле того же года присутствовал при подписании договоров о дружбе и взаимопомощи с Польшей, Югославией и другими государствами.
Одновременно с 30 мая по 6 августа 1945 года занимал должность политсоветника при Главноначальствующем СВАГ Г. К. Жукове.
Вышинский привёз в Берлин текст Акта о безоговорочной капитуляции Германии, ознаменовавшего победу в Великой Отечественной войне 8 мая 1945 года (оказывал маршалу Г. К. Жукову правовую поддержку).
Участник Потсдамской конференции в составе советской делегации. В январе 1946 года возглавлял делегацию СССР на первой сессии Генеральной Ассамблеи ООН. Летом и осенью 1946 года выступал на пленарных заседаниях Парижской мирной конференции, в комиссии по политическим и территориальным вопросам для Румынии, аналогичных комиссиях для Венгрии и Италии, в Комиссии по экономическим вопросам для Италии, о компетенции губернатора в Триесте, в Комиссии по экономическим вопросам для Балкан и Финляндии, о мирном договоре с Болгарией.
С марта 1946 года — заместитель министра иностранных дел СССР по общим вопросам. В 1949—1953 годах министр иностранных дел СССР. На это время пришлась война в Корее.
В марте — июне 1949 года возглавлял Комитет информации при Министерстве иностранных дел СССР. В 1952—1953 годах — член Постоянной комиссии по внешним делам при Президиуме ЦК КПСС.
После смерти Сталина министром иностранных дел вновь стал В. М. Молотов, а Вышинский был назначен представителем СССР при ООН.
Скончался от сердечного приступа в Нью-Йорке 22 ноября 1954 года, был кремирован, прах помещён в урне в Кремлёвской стене на Красной площади в Москве.

## Участие в сталинских репрессиях
В докладе XX съезда КПСС 14—25 февраля 1956 года, на котором был развенчан культ личности Сталина, в качестве одной из рубрик значились «Нарушения законности органами прокуратуры в надзоре за следствием в НКВД». После XX съезда Вышинского стали рассматривать как одного из организаторов и активных участников в сталинских репрессиях. За свирепость в отношении «врагов народа» заслужил прозвище «Андрей Ягуарьевич».
Вышинский «теоретически» оправдывал репрессии против «врагов народа», ему принадлежит тезис, согласно которому на обвиняемом лежит бремя доказывания оправдывающих его обстоятельств.
По мнению Леонида Млечина, в своей деятельности Вышинский «исполнял сталинскую идею: репрессии должны быть прикрыты законами».
Роланд Фрейслер, председатель Народной судебной палаты в гитлеровской Германии, считал Вышинского образцом для подражания.

## Семья
Был женат (с 1903 года) на Капитолине Исидоровне Михайловой (1884—1973), в браке родилась дочь Зинаида (1909—1991). Зинаида окончила Московский государственный университет, кандидат юридических наук.

## Память
- С 1954 по 1964 год имя носил Институт государства и права АН СССР[26].
- С 1954 по 1962 год имя носил Свердловский юридический институт[27].
- С 1955 по 1965 год имя носила улица в Одессе. По состоянию на 2024 год улица Вышинского есть в городе Вольск Саратовской области

## Критика юридической деятельности
В лице тогдашнего директора московского Института государства и права и одновременно генерального прокурора СССР соединялись два образа — теоретика и практика. Как теоретик в ранге «академика» он был автором и последовательным проводником социалистической теории права, обеспечивая псевдонаучное юридическое прикрытие массовых репрессий, а как практик — выступал главным инквизитором периода массовых репрессий и сталинского террора, за что заслуженно получил позорный титул «сталинского прокурора»— Сергей Головатый
Академик РАН Владик Нерсесянц называл Вышинского «подручным Сталина на „правовом фронте“» и охарактеризовал его как «одну из самых гнуснейших фигур во всей советской истории». Нерсесянц критиковал определение, предложенное Вышинским для понятия «право». Он называл этот подход «позитивизмом „антиюридическим“» и отмечал, что подлинной целью такого понимания понятия «право» являлось «создание видимости наличия права там, где его нет и быть не может».

## Киновоплощение
- «Миссия в Москву» — Виктор Франсен[англ.]
- «Два прокурора» — Анатолий Белый

## В филателии
В 1970 году почта ГДР выпустила почтовую эмиссию, посвящённую 25-летию Потсдамской конференции с изображением советской делегации за столом конференции во главе с И. В. Сталиным, В. М. Молотовым, А. Я. Вышинским и А. А. Громыко  (Mi #1599)

## Награды
- шесть орденов Ленина
  - 20 июля 1937 — «за успешную работу по укреплению революционной законности и органов прокуратуры»
  - 9 декабря 1943 — «за выдающиеся заслуги перед Советским государством, в связи с 60-летием со дня рождения»
  - 1945
  - 1947
  - 9 декабря 1953 — в связи с 70-летием со дня рождения и отмечая выдающиеся заслуги перед Советским государством
- орден Трудового Красного Знамени (1933);
- медаль «За оборону Москвы» (1944);
- медаль «За доблестный труд в Великой Отечественной войне 1941—1945 гг.» (1945);
- медаль «В память 800-летия Москвы» (1947);
- Сталинская премия 1-й степени за монографию «Теория судебных доказательств в советском праве» (1947).

## Труды
- Очерки по истории коммунизма: Краткий курс лекций. — М.: Главполитпросвет, 1924.
- Революционная законность и задачи советской защиты. — М., 1934 г.
- Ундревич В. С., Вышинский А. Я. Курс уголовного процесса: Судоустройство. Учебник для правовых вузов. — Москва: Советское законодательство, 1934. — 432 с.
- Некоторые методы вредительско-диверсионной работы троцкистско-фашистских разведчиков. — М.: Партиздат ЦК ВКП(б), 1937. (переиздана см.: Ликвидация «пятой колонны» / Л. Заковский, С. Уранов. — М.: Алгоритм : Эксмо, 2009. — с. 219—259)
- Государственное устройство СССР. 3-е изд., испр. и доп. — М.: Юр. изд-во НКЮ Союза ССР, 1938.
- Судебные речи. — М.: Юридическое издательство НКЮ СССР, 1938. Издание 1955 г. (недоступная ссылка)
- Конституционные принципы Советского государства: Доклад, прочитанный на общем собрании Отделения экономики и права АН СССР 3 ноября 1939 г. — М.: ОГИЗ, 1940.
- Теория судебных доказательств в советском праве. — М.: Юр. изд-во НКЮ РСФСР, 1941. Издание 1950 г.
- Ленин и Сталин — великие организаторы Советского государства. — М.: ОГИЗ, 1945.
- The Law of the Soviet state / Andrei Y. Vyshinsky, gen. ed.; Transl. from the Russ. by Hugh W. Babb; Introd. by John N. Hazard. — New York: Macmillan, 1948.
- Вопросы международного права и международной политики. — М.: Госюриздат, 1949
- Вопросы теории государства и права. 2-е изд. — М.: Госюриздат, 1949.
- Избирательный закон СССР (в вопросах и ответах). 2-е изд. — М.: Госполитиздат, 1950.
- Три визита А. Я. Вышинского в Бухарест (1944—1946 гг.). Документы российских архивов. — М.: РОССПЭН, 1998.
- «Раздавите проклятую гадину!». Речи сталинского прокурора. — М.: Родина. 2022. — 608 с., — ISBN 978-5-00180-531-1.

## Комментарии
1. ↑  А. Я. Вышинский занимал должность Прокурора СССР. Наименование „Генеральный“ было введено лишь в 1946 г., уже после перехода Вышинского на другую работу.